# 多变异双盘吸虫
多变异双盘吸虫（学名：Paradistomum mutabile）为双腔科异双盘属的动物。分布于欧洲、印度、台湾等地，营寄生生活，宿主蜥蜴、蜥虎以及寄生于胆囊。